# Rastina
Rastina (en serbe cyrillique : Растина) est un village de Serbie situé dans la province autonome de Voïvodine et sur le territoire de la Ville de Sombor, district de Bačka occidentale. Au recensement de 2011, il comptait 410 habitants.

## Histoire
Rasina est mentionnée pour la première fois au XIVe siècle sous le nom de Harasti. Pendant la période ottomane (XVIe et XVIIe siècles), Rastina était habitée par des Serbes. Dans la première moitié du XIXe siècle, le village appartenait au baron Redl. Dans la seconde moitié du XIXe siècle, Rastina n'était pas considérée comme une localité séparée, mais une partie de Stanišić, puis, jusqu'à la fin de la Seconde Guerre mondiale, elle fit partie de la localité de Riđica. Elle n'obtint le statut de localité qu'aux lendemains de la guerre ; à cette époque, des volontaires venus de la Lika et de l'Herzégovine vinrent s'y installer.

## Démographie

### Évolution historique de la population
| 1948 | 1953 | 1961 | 1971 | 1981 | 1991 | 2002 | 2011 |
| ---- | ---- | ---- | ---- | ---- | ---- | ---- | ---- |
| 905  | 939  | 960  | 892  | 686  | 605  | 566  | 410  |

|  |